# Marcus Bieder
Marcus Andreas Bieder (* 1976) ist ein deutscher Jurist und Hochschullehrer an der Universität Osnabrück.

## Leben
Bieder begann 1996 ein Studium der Rechtswissenschaften an der Universität Osnabrück, das er 2002 mit dem Ersten Juristischen Staatsexamen abschloss. Bereits während seines Studiums war er wissenschaftliche Hilfskraft an den Lehrstühlen von Joachim Schulz und Ulrich Foerste. Von 2002 bis 2005 war er wissenschaftlicher Mitarbeiter von Renate Käppler in Osnabrück, bei der er 2006, noch vor dem Erwerb seines Zweiten Staatsexamens 2007, schließlich promovierte. Von 2007 bis 2014 arbeitete Bieder zunächst als wissenschaftlicher Mitarbeiter von Markus Stoffels in Osnabrück, wechselte 2012 zusammen mit Stoffels nach dessen Ruf an die Ruprecht-Karls-Universität Heidelberg aber als akademischer Rat auf Zeit eben dorthin. 2014 wurde ihm von der Juristischen Fakultät der Universität Heidelberg nach seiner Habilitation die venia legendi für die Fächer Bürgerliches Recht, Arbeitsrecht, Handels- und Gesellschaftsrecht verliehen.
Seit dem Wintersemester 2014/15 hat Bieder den Lehrstuhl für Bürgerliches Recht, deutsches und europäisches Arbeitsrecht, Handels- und Gesellschaftsrecht an der Universität Osnabrück inne, den er im Wintersemester 2013/14 noch vor seiner offiziellen Habilitation vertreten hatte.

## Schriften
- Das ungeschriebene Verhältnismäßigkeitsprinzip als Schranke privater Rechtsausübung. C. H. Beck, München 2007, ISBN 978-3-406-56315-7 (Dissertation).
- mit Markus Stoffels, Christian Reiter: Fälle zum kollektiven Arbeitsrecht. C. H. Beck, München 2009, ISBN 978-3-406-59179-2.
- Kompensatorische Vertragsgestaltung im Arbeits- und Wirtschaftsrecht. Nomos, Baden-Baden 2015, ISBN 978-3-8487-2086-6 (Habilitation).